# Barcos
Barcos é uma povoação portuguesa do município de Tabuaço, Distrito de Viseu, sede da extinta freguesia de Barcos, que tinha 9,81 km² de área e 592 habitantes (2011), e, por isso, uma densidade populacional de 60,3 hab./km².
Faz parte da «Rota das Aldeias Vinhateiras do Douro».
Barcos foi sede de concelho entre 1263 e 1855. Inicialmente, este era constituído pelas freguesias de Adorigo, Barcos, Santa Leocádia e Santo Adrião. O concelho tinha, em 1801, 1 464 habitantes.
Após as primeiras reformas administrativas do Liberalismo (Decreto de 6 de Novembro de 1836), foram-lhe anexadas as freguesias de Folgosa, Pinheiros, Vale de Figueira e Vila Seca. Tinha, em 1849, 3 193 habitantes.
Pelo Decreto de 24 de Outubro de 1855, o concelho de Barcos foi extinto, perdendo a localidade o seu estatuto de vila e sendo as suas freguesias então divididas entre os concelhos de Armamar e Tabuaço.
Em 2013, no âmbito da reforma administrativa, a freguesia de Barcos foi agregada à freguesia de Santa Leocádia, criando-se a União de Freguesias de Barcos e Santa Leocádia.

## População
| População da freguesia de Barcos | População da freguesia de Barcos | População da freguesia de Barcos | População da freguesia de Barcos | População da freguesia de Barcos | População da freguesia de Barcos | População da freguesia de Barcos | População da freguesia de Barcos | População da freguesia de Barcos | População da freguesia de Barcos | População da freguesia de Barcos | População da freguesia de Barcos | População da freguesia de Barcos | População da freguesia de Barcos | População da freguesia de Barcos |
| -------------------------------- | -------------------------------- | -------------------------------- | -------------------------------- | -------------------------------- | -------------------------------- | -------------------------------- | -------------------------------- | -------------------------------- | -------------------------------- | -------------------------------- | -------------------------------- | -------------------------------- | -------------------------------- | -------------------------------- |
| 1864                             | 1878                             | 1890                             | 1900                             | 1911                             | 1920                             | 1930                             | 1940                             | 1950                             | 1960                             | 1970                             | 1981                             | 1991                             | 2001                             | 2011                             |
| 689                              | 774                              | 767                              | 771                              | 748                              | 673                              | 781                              | 811                              | 904                              | 869                              | 703                              | 773                              | 739                              | 658                              | 592                              |

| Distribuição da População por Grupos Etários | Distribuição da População por Grupos Etários | Distribuição da População por Grupos Etários | Distribuição da População por Grupos Etários | Distribuição da População por Grupos Etários | Distribuição da População por Grupos Etários | Distribuição da População por Grupos Etários | Distribuição da População por Grupos Etários | Distribuição da População por Grupos Etários | Distribuição da População por Grupos Etários |
| -------------------------------------------- | -------------------------------------------- | -------------------------------------------- | -------------------------------------------- | -------------------------------------------- | -------------------------------------------- | -------------------------------------------- | -------------------------------------------- | -------------------------------------------- | -------------------------------------------- |
| Ano                                          | 0-14 Anos                                    | 15-24 Anos                                   | 25-64 Anos                                   | > 65 Anos                                    |                                              | 0-14 Anos                                    | 15-24 Anos                                   | 25-64 Anos                                   | > 65 Anos                                    |
| 2001                                         | 109                                          | 87                                           | 316                                          | 146                                          |                                              | 16,6%                                        | 13,2%                                        | 48,0%                                        | 22,2%                                        |
| 2011                                         | 82                                           | 63                                           | 292                                          | 155                                          |                                              | 13,9%                                        | 10,6%                                        | 49,3%                                        | 26,2%                                        |

## História
Barcos, uma das mais interessantes e nobres Aldeias Vinhateiras, ergue-se sobre um platô ligeiramente ondulado. É uma das povoações mais importantes do município de Tabuaço, sendo a sua freguesia constituída pela povoação homónima e pela povoação de Santo Aleixo que se situa numa das encostas do rio Távora, para Nordeste.
O seu topónimo, Barcos, remete-nos, segundo Almeida Fernandes, para o termo germânico «Barc», no seu plural, alusivo a marcos de delimitação territorial.
Conta-se que perto da povoação de Barcos existiu, nos primórdios da Nacionalidade, um castelo medieval que terá sido construído pelo donatário da terra para defesa das investidas mouriscas.
Outros autores referem que a antiquíssima paróquia de Santa Maria do Sabroso, anterior à fundação da nacionalidade, terá dado lugar, nos séculos XIV/XV, à paróquia de Nossa Senhora da Assunção de Barcos, para a qual se terá mudado a sede abacial, que também era colegiada. No entanto, o templo gótico de Barcos, ainda de inspiração românica, deveria já existir desde, pelo menos, o século XIII. Santa Maria do Sabroso aparece taxada, aquando do arrolamento paroquial do Reino de 1321, em 300 libras. Mesmo depois da mudança da sede da Colegiada para Barcos, continuou a Igreja de Santa Maria do Sabroso a servir de sede paroquial de Pinheiros, Carrazedo e Santa Leocádia, até à primeira metade do século XVIII.
Embora incluída no extenso Couto de Leomil, que chegava ao Douro, a povoação de Barcos cedo se constituiu como concelho, com extenso termo, quando comparado com os demais concelhos limítrofes, e respectivas justiças apresentadas pelos Senhores do couto e seus descendentes. As Inquirições de 1258 referem-no como concelho subordinado ao Couto de Leomil.
Autores antigos, como o Pe. António Carvalho da Costa, referem que D. Afonso III lhe deu foral em 1263, enquanto outros aludem ao facto de ter sido outorgado no ano de 1255. Ora, se Barcos foi uma herdade regalenga, embora dentro do Couto de Leomil, e desse modo se identifica com a povoação que recebeu aquele foral, ou carta de foro, ficarão desvanecidas diversas dúvidas relativamente à outorga do mesmo, havendo, até, a possibilidade de terem coexistido determinadas excepções, talvez derivadas de direitos sucessórios de alguns dos descendentes dos Senhores de Leomil, em que parte dos bens herdados dentro de uma mesma área territorial tivesse revertido para a Coroa. Poderá, talvez, ser essa a razão da mudança da sede paroquial do lugar do Sabroso para o de Barcos.
Por outro lado, entre os séculos XVI e XVII, os dízimos da paróquia de Barcos, e suas anexas, que chegaram a render 4000 cruzados, foram sustento dos cónegos da Catedral de Tânger, que apresentavam os párocos. Extinto o cabido de Tânger e Ceuta, passaram os dízimos para a colegiada de Barcos e o padroado para a Coroa, que abusou dos seus rendimentos, fazendo perigar por diversas vezes a existência da colegiada, ao atribuir os seus rendimentos, ainda que de forma temporária, a outras causas públicas.
No termo do seu concelho achavam-se inclusas, em 1527, as seguintes povoações, além da vila de Barcos (que teria 71 moradores ou fogos habitacionais): o “lugar do Reygo” (Adorigo, com 26 moradores), o “lugar de samta locaya” (Santa Leocádia, com 16 moradores), o “lugar de samta leyximo” (Santo Aleixo, com 9 moradores) e o “lugar de sam tardão” (Santo Adrião, actualmente no concelho de Armamar, com 12 moradores).
Já em 1708, o Pe. Carvalho da Costa descreve Barcos como sendo vila da Coroa com 160 vizinhos (fogos) e uma Igreja Paroquial dedicada a Nossa Senhora da Assunção, reitoria de colação ordinária, anteriormente apresentada pelos Cónegos da Sé de Tanger a quem pertenciam os dízimos, e já nessa época pertencente ao Padroado Real. Na sua igreja existiam quatro beneficiados, um coadjutor e um sacristão, este último apresentado pelo reitor. Referia, também, que lhe estavam anexas as paróquias de “N. Senhora de Adorigo”, “N. Senhora da Conceiçaõ de Pinheiro”, “S. Adriaõ” e “S. Eulalia de Balfa & Defejofa”, todas com a categoria de Curatos. 
Em termos administrativos e judiciais dispunha de dois Juízes Ordinários, três vereadores, um Procurador do Concelho, Escrivão da Câmara, Juiz dos órfãos e Capitão-mor com duas companhias de Ordenanças (cada uma com seu Capitão). O concelho era, por essa época, abundante em pão, vinho, linho, castanha, algum azeite e possuía muitos pomares de fruta.Todas estas informações foram corroboradas pelo Reitor da Colegiada de Barcos, Pe. José Rodrigues Pereira, nas respectivas Memórias Paroquias de 1758.
Em 1835, aquando da criação do efémero distrito de Lamego, Barcos foi elevada a cabeça de julgado, compreendendo uma extensa área que abrangia os concelhos de Barcos, Arcos, Chavães, Granja do Tedo, Longa, Paradela, Pinheiros, Sendim, Tabuaço, Távora, Valença do Douro, Armamar, Goujoim, Lumiares, S. Cosmado, Santa Cruz, Vila Seca, Castelo e Nagosa.
O concelho de Barcos foi a última das municipalidades a ser extinta definitivamente, por Decreto de 24 de Outubro de 1855, a favor de Tabuaço. Desde os finais do século XVII e até à primeira metade do século XIX, Tabuaço vinha conquistando uma certa hegemonia na região, desde a criação do cargo de Capitão-mor até à criação do julgado de Tabuaço, cerca de 1769, com respectivo Juiz de Fora, competindo desse modo, e principalmente, com Barcos e Sendim, e depois sobrepondo-se a estas duas vilas.

## Pontos de interesse
Infelizmente o Pelourinho de Barcos, padrão da sua antiquíssima autonomia municipal, foi desmantelado ainda no século XIX (talvez subsista um fragmento trabalhado do seu capitel, perto do local de origem), restando, no entanto, a primitiva Casa da Câmara e Cadeia, a antiga Casa da Roda dos Expostos, bem como o majestoso edifício, de finais de setecentos ou inícios do século seguinte, edificado para servir de Paços do Concelho e Tribunal, bem como a Mata da Forca, onde aquela terá sido levantada, aproveitando as estruturas alti-medievas de um lagar, e que se encontra classificada como Imóvel de Interesse Municipal.
No que se refere à sua arqueologia, será necessário não esquecer outros sítios que merecem atenta visita, como por exemplo o Castro do Sabroso, o Casal Romano de Vila Chã 1, o Povoado Neolítico/Calcolítico de Vila Chã 2 ou um troço de via romana/medieval, que ligaria Barcos e o Sabroso.
Do seu vasto património cultural, importa referir a magnificente Igreja Matriz de Barcos, classificada como Monumento Nacional desde 1922, e que terá sido edificada nos séculos XIII/XIV, em estilo românico, sendo posteriormente objecto de novas obras nos séculos XVII, XVIII, XIX e XX. Conserva elementos arquitectónicos e decorativos dos estilos românico, gótico, maneirista e barroco. Existem outros lugares de fé, como por exemplo a românica Igreja de Santa Maria do Sabroso, antiga sede paroquial, a capela de Santa Bárbara, a capela de São Pedro, no interior do Castro do Sabroso, o Nicho do Senhor da Boa Viagem ou os inúmeros Passos de Via-Sacra e o Calvário de Barcos, edificados ao longo dos principais eixos viários da antiga vila durante os séculos XVII e XVIII.
Outros edifícios encontram-se ligados à história da paróquia, nomeadamente a seiscentista Casa da Colegiada, o Passal de Barcos, a antiquíssima Pedra do Sardão ou os vestígios da Capelinha de Nossa Senhora da Piedade, talvez do século XVI.
Na área da arquitectura de equipamento há a referir o Fontanário setecentista do Largo do Adro, a Fonte Velha, que sofreu obras no século XIX ou o antigo Forno do Povo. O sóbrio e majestoso Cruzeiro dos Centenários de Barcos ergue-se perto da Matriz.
Como marcos da arquitectura civil residencial, temos, entre outros inúmeros imóveis edificados ao longo de séculos, o Solar dos Cunhas, a Casa Magalhães Coutinho e a Casa dos Aguiar.
No seu território existem inúmeras quintas agrícolas e de produção vitivinícola, nomeadamente as Quintas de Padrela, da Pereira, do Ramiro, da Raposeira, de Vale da Busa, do Vale do Barco e a principal e mais histórica da freguesia, a quinta do Monte Travesso, com capela dedicada a Nossa Senhora das Graças, que ao longo dos últimos dois séculos tem estado ligada a figuras importantes da história da região do Douro.
Barcos é uma aldeia pouco conhecida mas tem lendas muito interessantes. 

## Património
- Igreja de Barcos;
- Capela de Santa Bárbara, próxima do cemitério;
- Igreja de Sabrozo;
- Capela de São Pedro, em Sabrozo;
- Mata da Forca;
- Capela de Santa Maria de Sabroso ou Antiga Igreja de Santa Maria de Sabroso.

## Tradições
Em Barcos consegue-se manter uma tradição de origem celta, o casamento das solteiras, executado nas vésperas de Carnaval. Os jovens sobem o Cabeço da Forca e “fazem” o casamento das solteiras da aldeia. A organização dos pares é tradicionalmente elaborada da forma mais dissemelhante possível. É fabricado um touro, coberto com uma lona e “adornado” de chifres verdadeiros. A sua tarefa é amedrontar os transeuntes.

De origem pagã, a Queima de Judas é feita no sábado de Aleluia, após a Páscoa, onde é queimado um boneco com estrutura em arame, vestido com roupa e com parecenças físicas em relação aquele ou aquela, cuja crítica popular pretende atingir.

## Turismo
Os visitantes desta freguesia também podem caminhar nos dois trilhos pedonais incluídos na rede de percursos pedestres de Tabuaço: Socalcos do Douro e
História e Natureza.

## Artesanato
Podemos encontrar algumas habitantes que produzem tapetes em Arraiolos e trabalhos em estanho.